# Alytes obstetricans
L'alite ostetrico (Alytes obstetricans Laurenti, 1768) è un anfibio anuro appartenente alla famiglia degli Alitidi.

## Descrizione
Gli aliti ostetrici hanno un aspetto da rospo, con zampe corte. Ai lati del dorso portano una fila di verruche piuttosto grandi, solitamente con sfumature rossastre, che parte dalle ghiandole parotoidi (queste poco evidenti) e si estende fino all'attacco delle zampe posteriori. Le pupille sono verticali (nei rospi orizzontali) e i timpani sono ben visibili. Le parti superiori sono di colore variabile, solitamente grigio, marrone o olivastro, spesso con puntini e macchie nere o verdastre. Il lato ventrale è biancastro, con macchie grigie su torace e gola. Le zampe degli aliti ostetrici non sono provviste di vanghe né di membrane interdigitali, inoltre i maschi non presentano sacche vocali esterne né calli nuziali. Hanno una lunghezza totale di 4-5,5 cm.

## Biologia
Gli aliti sono anfibi notturni, che in Europa centrale si riproducono da fine marzo ad agosto. I melodiosi richiami dei maschi assomigliano al suono di un flauto o, uditi da una certa distanza, al rintocco di campane. L'accoppiamento avviene sul terreno, con la femmina cinta dal maschio per la regione lombare. Poi quest'ultimo avvolge intorno alle proprie zampe posteriori i grossi cordoni di circa 20-80 uova deposti dalla femmina, tenute insieme da un materiale gelatinoso ed elastico. Alcuni esemplari trasportano sul proprio corpo fino a 170 uova, e quindi la prole di diverse femmine. La schiusa delle uova avviene dopo 3-6 settimane: le larve vengono fatte cadere in acqua e raggiungono una lunghezza di 5-10 cm. Dopo estati fresche a volte restano anche a svernare in acqua

## Distribuzione e habitat
Gli aliti ostetrici prediligono habitat caldi e umidi, esposti al sole e perlopiù poveri di vegetazione; in Europa centrale popolano spesso habitat antropizzati, come per esempio cave di ghiaia o di sabbia. Durante il giorno restano perlopiù nascosti sotto pietre o in fessure dei muri, in prossimità dell'acqua. Le larve vivono in raccolte d'acqua piccole e grandi, per esempio in stagni, solchi di pneumatici, ruscelli o laghi di montagna. L'alite ostetrico è diffuso in Europa occidentale, dal Portogallo centrale alla Germania centrale, e si trova soprattutto su colline boscose, solitamente ad altitudini tra 200 e 1000 m, ma sui Pirenei anche fino a un massimo di 2400 m di quota.

## Tassonomia
Sulla penisola iberica vivono a ovest A. o. boscai, con macchie biancastre sul dorso e nel centro-est A. o. pertinax. La forma nominale A. o. obstetricans occupa invece tutto il resto dell'areale, dal nord della Spagna fino alla Germania. A est, in Catalogna, si trova invece un'altra specie congenerica, fino al 2020 considerata come sottospecie, A. almogavarii.